# Lobau
A Lobau (pronúncia em alemão: [loˈbaʊ̯] (escutarⓘ)) é uma planície de inundação de Viena no lado norte do Danúbio em Donaustadt e parcialmente em Groß-Enzersdorf, Baixa Áustria. Faz parte do Parque Nacional Danúbio-Auen desde 1996 e é uma área protegida desde 1978. É utilizada como área recreativa e é conhecida como local de nudismo. Há também uma abra de petróleo e o exército austríaco usou a Lobau como campo de treinamento. Além da água que vem dos Alpes através do Wiener Hochquellenwasserleitung, a Lobau é uma fonte de água subterrânea para Viena.
A Donauinsel (Ilha do Danúbio de Viena) faz fronteira com a Lobau.

## História
A Lobau foi palco da Batalha de Aspern-Essling em 1809, a primeira grande derrota sofrida por Napoleão, que foi infligida a ele por um exército austríaco liderado pelo arquiduque Carlos, e da Batalha de Wagram, uma vitória de Napoleão que se seguiu dois meses depois.
Durante a campanha de petróleo da Segunda Guerra Mundial, a refinaria de Lobau foi bombardeada em 22 de agosto de 1944.